# 柳東士
柳 東士（やなぎ とうし、1965年10月12日 - ）は、日本の俳優。エビス大黒舎所属。北海道出身。身長172cm、体重55kg。別名は柳 東史。

## 来歴
- 文化学院演劇コース、青年座研究所を経て、劇団東京壱組に入団、4年間活動。その後、キングモンキー3世の解散まで活動[2][3]。

## 出演

### 映画
- 火垂〜ほたる〜（2000年3月24日、仙頭直美監督）[4][5][6]
- サムライガール21第二幕（2001年、及川中監督）
- 多摩川少女戦争（2002年6月22日、及川中監督）[7][8]
- ファイト・ガールズ（2003年、及川中監督）
- ガチャポン（2004年、内田英二監督）
- 闇を駆け抜けろ!（2006年、戸梶圭太監督）
- リアルメン・スタンド!（2006年7月1日、戸梶圭太監督）
- 恋するイノセントマン（2006年11月25日、和泉義晴監督）
- 恋味うどん（2006年12月15日、竹洞哲也監督）
- パッチギ! LOVE&PEACE（2007年5月19日、井筒和幸監督）
- ギフト - 保健所職員役（2008年3月、斎藤淳監督）
- K-20 怪人二十面相・伝 - 看守役（2008年12月20日、佐藤嗣麻子監督）
- タナトス - 渡辺英生役（吉川諒監督）
- ファッション・ヘル（2010年、継田淳監督）
- SPACE BATTLESHIP ヤマト - 本庄役（2010年12月1日、山崎貴監督）
- NINIFUNI - 店長・合田役（2011年6月11日、真利子哲也監督）
- ヴァンパイア・ストーリーズ BROTHERS - 小峰刑事役（2011年10月8日、後藤光監督）[9][10]
- 麒麟の翼（2012年1月28日、土井裕泰監督）
- 恋のプロトタイプ（2014年8月2日、中村公彦監督）[11][12][13][14]
- おやじ男優Z（2014年10月25日、池島ゆたか監督）
- おばちゃんの秘事 巨乳妻と変態妻なら?（2017年4月28日、Xces Film）- 斉藤吾郎 役[15]
- 股間の純真　ポロリとつながる（2017年4月21日、オーピー映画）- ジョージ 役[16]
- 愛憎のうねり　淫乱妻とよばれて（2019年11月8日、オーピー映画）[17]- 西岡 役[18]
- 誘惑妻物語　濡れた人差し指（2021年1月29日、オーピー映画）

### テレビ
- ビーロボカブタック（1997年5月18日、テレビ朝日）第13話
- ガラスの仮面スペシャル〜完結編〜（1999年9月30日、テレビ朝日）
- 困った人たち（2000年1月4日、フジテレビ）
- 倉敷－パリ 夢のあしあと『モネを買ってきた画家児島虎次郎の生涯と大原美術館誕生秘話』（2000年2月6日、テレビ朝日）
- 相棒season5　第9話（2006年12月6日、テレビ朝日） - ソムリエ役
- 金曜ナイトドラマ『特命係長 只野仁』第23話（2007年1月19日、テレビ朝日） - ウェイター役
- 冗談じゃない!　第6話（2007年5月20日、TBS） - ソムリエ役
- 水曜ミステリー9『密会の宿6』（2007年9月12日、テレビ東京） - 鑑識課員役
- 魔王　第1話（2008年7月4日、TBS） - 記者役
- ドラマ8『乙女のパンチ』第6話（2008年7月24日、NHK） - フロント役
- 白い春　第3話（2009年4月28日、関西テレビ制作・フジテレビ系列） - エリート社員役
- 同窓会〜ラブ・アゲイン症候群　第1話（2010年4月22日、テレビ朝日） - 引越し業者役
- 変身!合体!超合金!（WOWOW）
- 明日の光をつかめ　第1週-第2週（2010年7月5日-7月9日・7月12日-7月16日、東海テレビ制作・フジテレビ系列） - 山口役
- ドラマ10『胡桃の部屋』第5話（2011年8月23日、NHK） - 都築の同僚役
- 連続テレビ小説『おひさま』第139話（2011年09月12日、NHK） - 警官役
- ウルトラゾーン　第11話（2011年12月25日、テレビ神奈川） - サラリーマン役
- 運命の人　第4・9話（2012年2月5日・3月11日、TBS） - 記者役
- 相棒season10　第10話（2012年1月1日、テレビ朝日） - 広田刑事役
- 罪と罰　第3話（2012年、WOWOW） - インターンの上司役
- beポンキッキーズ『ロンゴマックス』 - 暴力王バイオレンの声[19]
- 明日をあきらめない…がれきの中の新聞社 〜河北新報のいちばん長い日〜（2012年3月4日、テレビ東京）
- 金曜プレステージ『赤い霊柩車31〜追憶の彼岸花〜（2013年4月19日、フジテレビ） - 佐伯役
- お天気お姉さん　第5話（2013年5月10日、テレビ朝日） - 警視庁交通部の警察官
- 金曜プレステージ・宮部みゆきドラマスペシャル『淋しい狩人』（2013年9月20日、フジテレビ） - 捜査員役
- 水曜ミステリー9『マトリの女 厚生労働省 麻薬取締官』（2014年2月19日、テレビ東京）
- アリスの棘　第4・5話（2014年5月2日・5月9日、TBS） - MR役
- 金曜プレステージ『深川東署特命人情捜査班 朝田真平』（2014年7月18日、フジテレビ） - 検視官役
- 美女と男子　第19回（2015年8月18日、NHK） - ソムリエ役

### CM
- 日本冠婚葬祭協会
- サンキョー　「パチンコスターウォーズ」
- アサヒビール　「アサヒスーパードライプレミアム」
- ロート製薬　「メンソレータム　ヒリプロ」
- ノバルティスファーマ　「ニコチネルパッチ」
- 日立　「つくろう。自動車」篇
- シャーロック
- 参天製薬　「Sante FX NEO」
- アメリカン・エキスプレス
- 国民年金基金
- オデッセイコミュニケーションズ
- ビー・エム・エル臨床検査・電子カルテ

### ラジオ
- TOKYO FM　「西暦2000年の孤独について」

### 舞台
- 人食い動物園（1991年、劇団東京壱組公演）
- お金（1991年10月11日-10月22日・築地本願寺ブディストホール/10月25日-10月27日・近鉄小劇場、劇団東京壱組公演）
- 夏の夜の夢（劇団東京壱組公演）
- ブラジルのいとこ（1992年10月-11月、劇団東京壱組公演）
- 火男の男（1993年4月16日-4月27日・本多劇場/1993年5月7日-5月9日・近鉄小劇場、劇団東京壱組公演）
- かわらナデシコの石竹（劇団東京壱組公演）
- もう大丈夫（1994年9月14日-9月25日・本多劇場/1994年9月30日-10月2日・近鉄小劇場、劇団東京壱組公演）
- 恋人達（岸田埋生プロデュース公演）
- 住めば都よ北の空（1995年8月11日-8月20日、劇団レクラム舎）
- Stating Over（キングモンキー3世公演）
- Cross Roads（キングモンキー3世公演）
- STINGER〜怪しいやつら〜（キングモンキー3世公演）
- Love&Low〜弁護人の証人もしくは愛情の目撃者〜（キングモンキー3世公演）
- PUMPKIN FIELDS〜forever〜（キングモンキー3世公演）

### Vシネマ
- 夜光虫（1997年）
- アンドロイドガール NAMI 激闘!! 女ヴァンパイアVSメカ美少女（2002年）
- アンドロイドガール RIMA 指令・女ゴコロをインストールせよ!!（2003年）
- スタジアムで会いましょう（2004年）
- 鳥籠（2005年）
- 女子競泳反乱軍（2007年） - ドクトル 役
- 実録・日本やくざ列伝 義戦 昇龍篇（2007年）
- 麻雀創世記「打天使」氷の女雀士 復讐の闘打（2008年）
- 鯨道・美能幸三（2009年）
- 熟女訪問販売 和服みだら濡れ（2010年）
- 愚連2（2011年）
- 首領の道11（2013年） - 水上亮 役
- 閲覧禁止3 -TABOO映像-（2013年）
- 日本統一8（2014年） - 天野竜吉役

### その他
- ネット配信ドラマ　はぴまり〜Happy Marriage!?〜　第6話（2016年7月20日、Amazonプライムビデオ） - 城島弁護士役
- Wii-TV　未来は今　第4話 - アナウンサー役
- VP　セコム - 広報担当者役
- VP　日綜工業
- VP　東急コミュニティー整備業共進会